# Балатонфелдвар
Балатонфелдвар (угор. Balatonföldvár) — популярне курортне місто в медьє Шомодь, Угорщина, на південному березі озера Балатон, приблизно в 120 км на південний захід від Будапешта та приблизно в 23 км на південний захід від Шіофока.
Балатонфельдвар є популярним місцем для туристів (особливо німців та австрійців) через його природну красу, історичну спадщину або незліченну кількість можливостей для відпочинку. Місто пропонує кілька водних видів спорту (вітрильний спорт, віндсерфінг, риболовля, веслування тощо), а також таких активних видів спорту як пляжний волейбол, велосипедні доріжки, футбол тощо.

## Етимологія
Назва міста походить від озера Балатон, та földvár, українською земляний замок. Фелдвар був побудований наприкінці залізної доби кельтами.
Місцеві зазвичай називають місто просто Фелдвар.

## Історія
Приблизно в 4 столітті нашої ери ця територія була заселена кельтами, які побудували велике городище, що дало назву Балатонфельдвару.
Регіон навколо озера Балатон був зайнятий римлянами приблизно в 180 році нашої ери та знаходився на військовій дорозі з Аквінкуму (частина сучасного Будапешта) до італійського півострова. Ця дорога вважалася важливою дорогою римської провінції Паннонія. Паннонія включає територію сучасної Угорщини на захід від Дунаю.
Найдавніше використання назви «Фелдвар» було в документах 11 століття. Слово знову з'являється в письмовій формі в 1358 році.
У 14-15 століттях територія сучасного Балатонфельдвара складалася здебільшого з пасовищ. У 1677 році архієпископ Дьєрдь Сечені де Саар Фелсевідек придбав увесь регіон.
Місто згадувалося як «Фелдварпушта» на картах XVII–XIX століть, на яких була зазначена земля, що належала родині Сечені.
Сімейний лікар Сечені, професор Фрідьєш Кораньї, першим запропонував створити курорт для купання в районі Фельдвар у 1894 році.
Курорт Фельдвар був офіційно відкритий у 1896 році і того ж року отримав свою теперішню назву Балатонфелдвар. Понад 40 великих вілл було побудовано для заможних і впливових членів суспільства, включаючи аристократію, військових офіцерів і політиків.
Через втрату Угорщиною узбережжя Адріатичного моря після Першої світової війни викликала відновлення інтересу до курортів навколо озера Балатон серед яких був і Балатонфелдвар. У результаті розвиток міста тривав між Першою та Другою світовими війнами. Протягом цього часу багато відомих угорців насолоджувались зручностями міста. Серед них були, зокрема Гізі Байор, Кальман Кандо, Ласло Немет, Лорінц Сабо та інші.
Після Другої світової війни Балатонфельдвар отримав подальший розвиток. У 1949 році місто було визнано «містечком з незалежною адміністрацією». Більш масштабна забудова відбулася вздовж територій, що межують з озером. Були побудовані готелі, корпоративні та приватні курорти, квартири, ресторани та магазини.
У 1985 році Балатонфелдвар став селищем, а в 1992 році отримав статус міста.

## Основні визначні пам'ятки

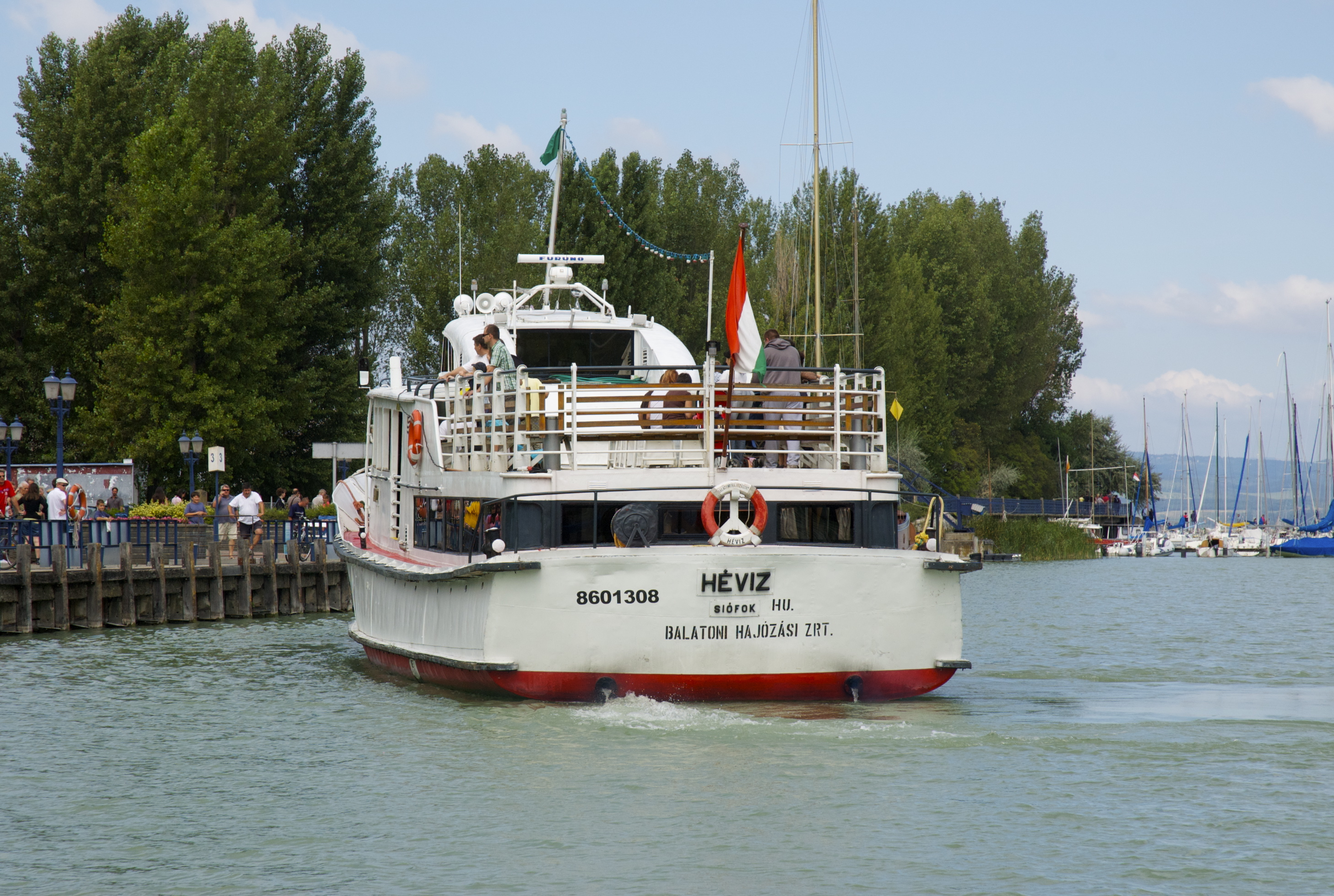
Корабель Hévíz у гавані

### Фортеця залізної доби
Великий кельтський форт на пагорбі, на честь якого було названо місто. Використовувався приблизно до 4 століття нашої ери.

### Вулиця Шандора Петефі
На вулиці Шандора Петефі, яка раніше була відома як вулиця Імре, розташовано кілька визначних будівель, де проживали відомі угорці поети, письменники тощо.

### Гавань Балатонфелдвар
Порт був відкритий у 1905 році і досі є однією з найбільших гаваней озера Балатон. Два вигнуті пірси створюють захищену гавань для яхт та човнів. Набережна Балатонфелдвар це ще одна прикраса міста з якої відкривається панорама на північний берег.

## Економіка
Основним джерелом доходу міста є туризм. Більшість туристів відвідують місто влітку.

## Проживали
- Фрігіс Корані — угорський медик, клініцист та терапевт.
- Гізі Байор — угорська акторка.
- Кальман Кандо — угорський інженер і учений-електротехнік.
- Ласло Немет — угорський прозаїк, есеїст, драматург і перекладач.
- Лорінц Сабо — угорський поет, перекладач.
- Каталін Караді — угорська актриса театру і кіно.
- Олександр Войтович — український художник.

## Міста-побратими
- Гаєнгофен, Німеччина
- Зетя, Румунія
- Кюбах, Німеччина
- Сен-Жорж-де-Дідонн, Франція
- Штекборн, Швейцарія
- Юлеярві, Фінляндія

## Галерея

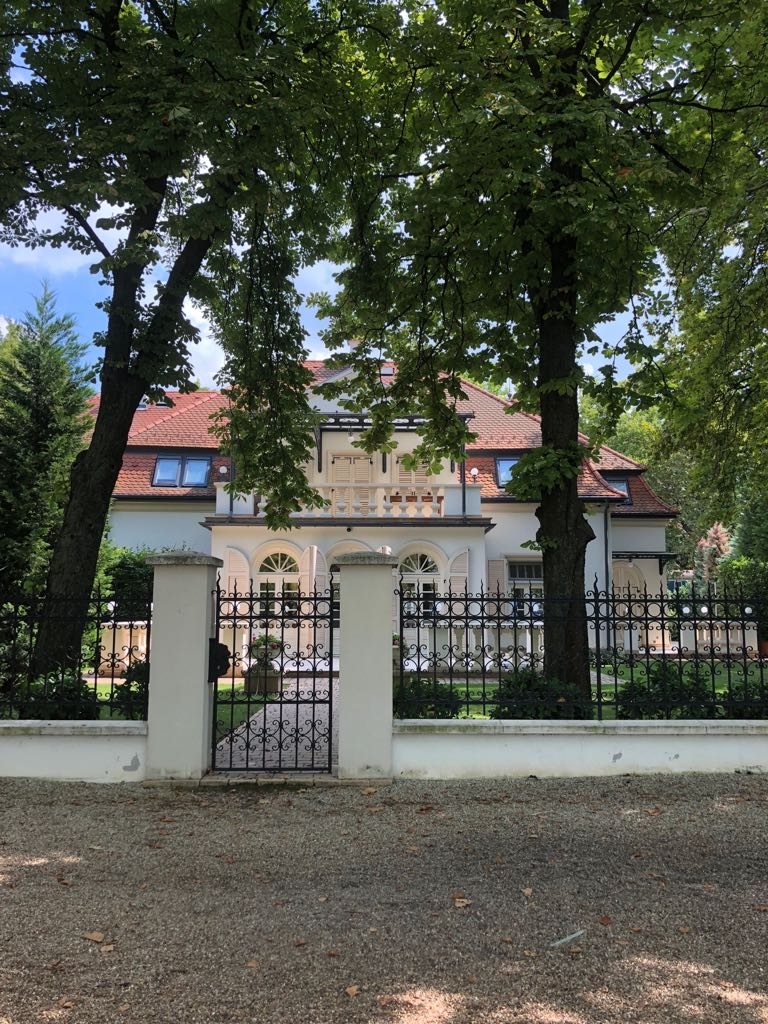
Вілла в Балатонфелдварі
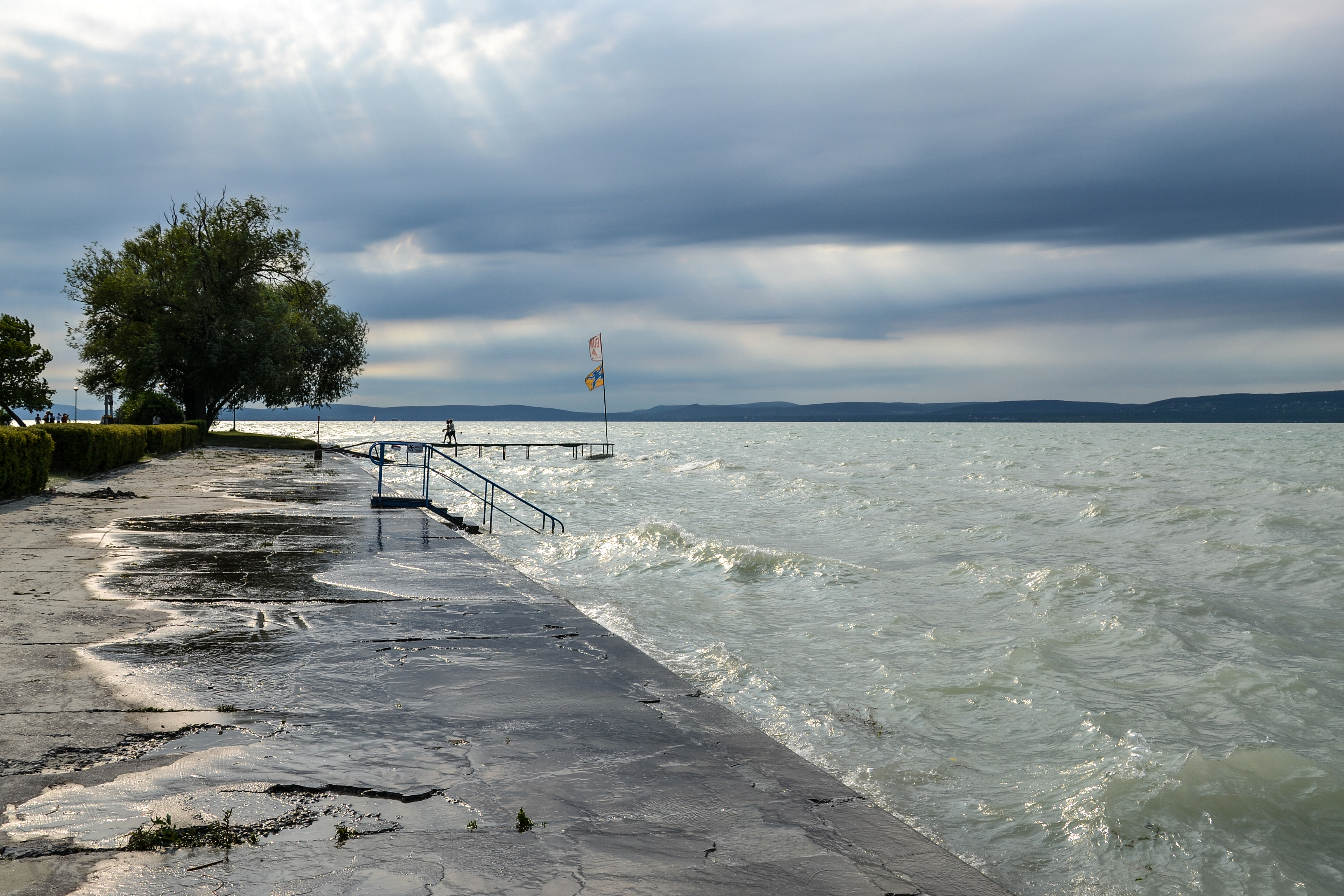
Пляж на Балатоні
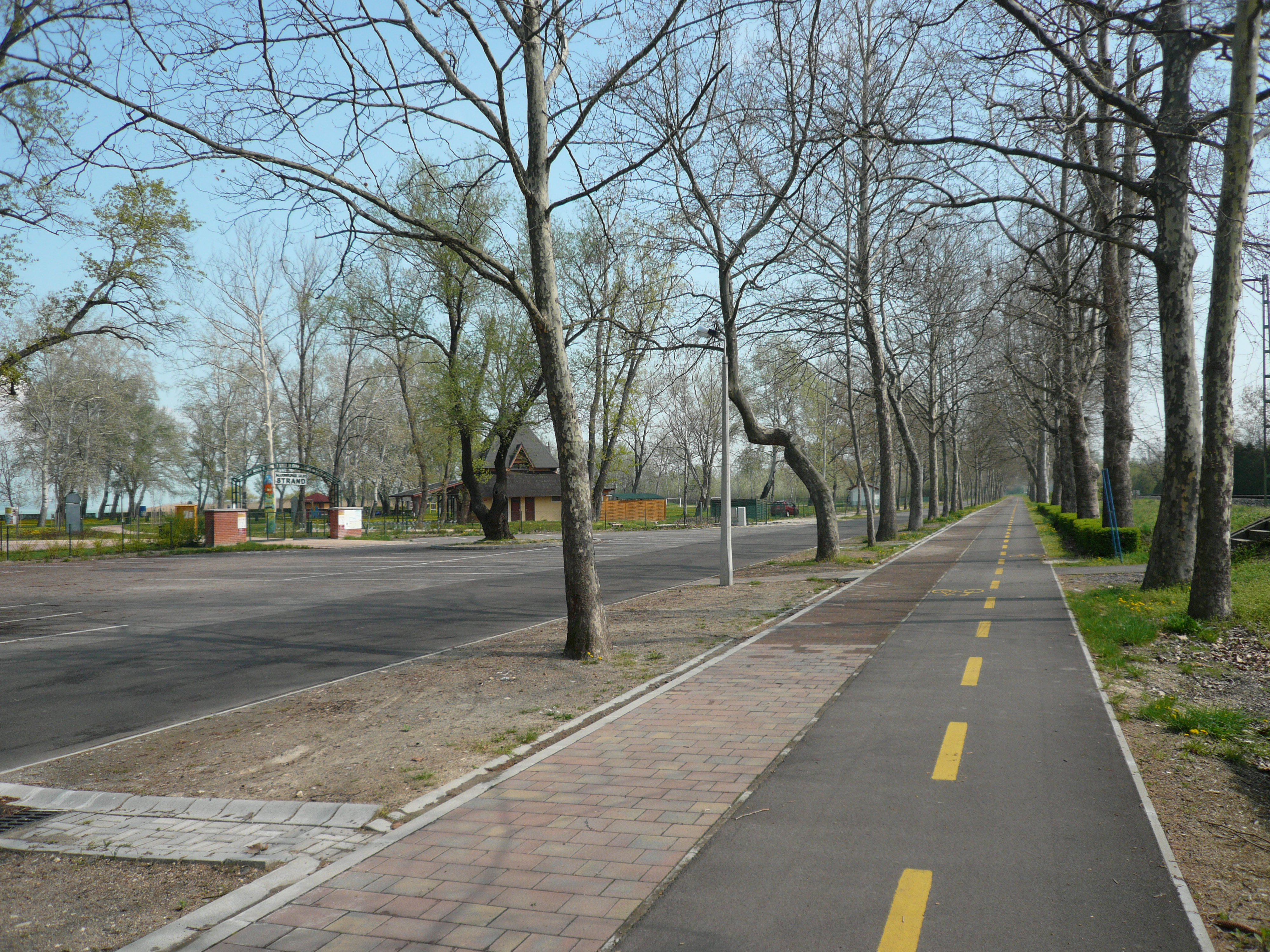
Велодоріжка
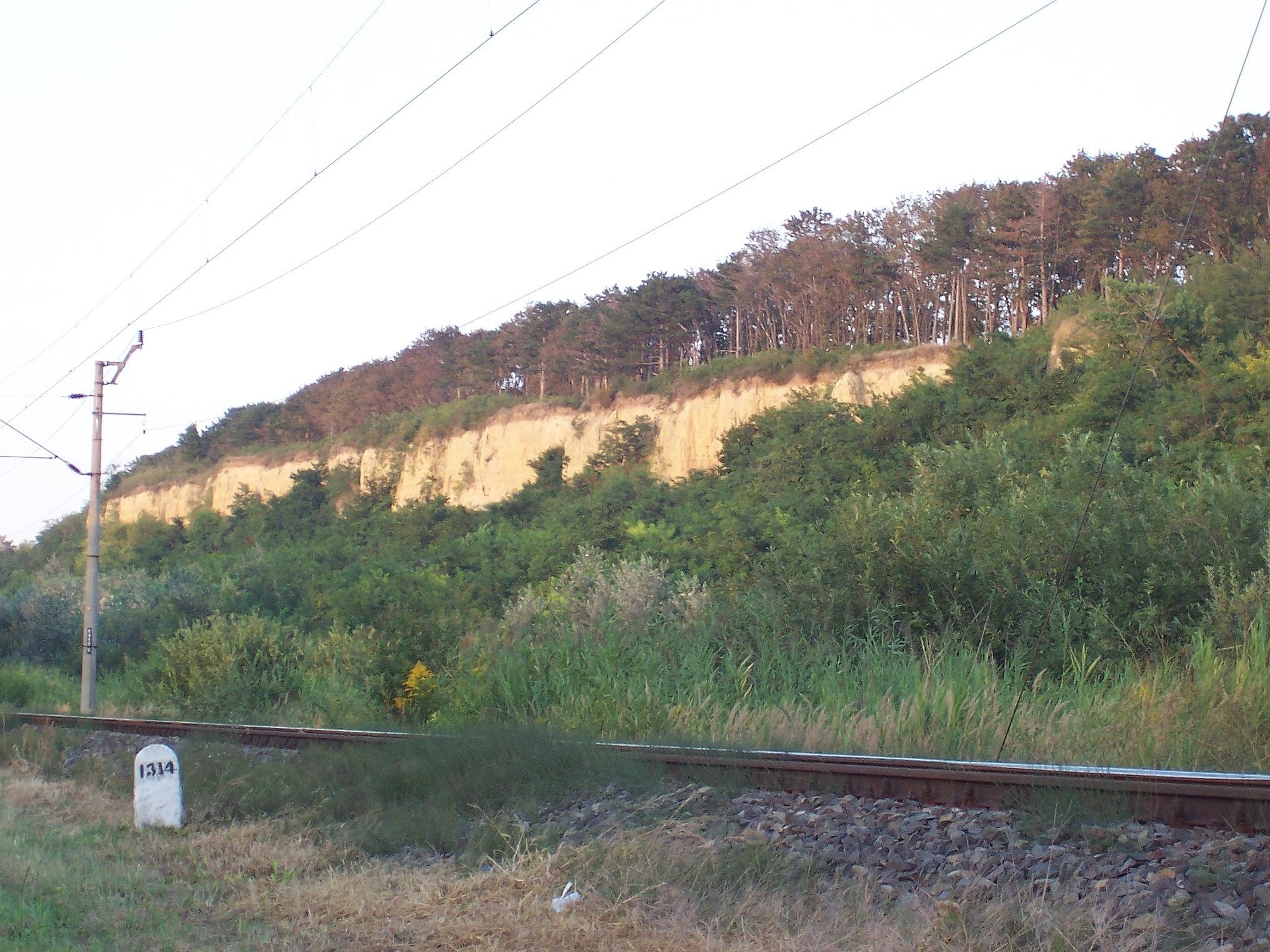
Хомокфал панорама
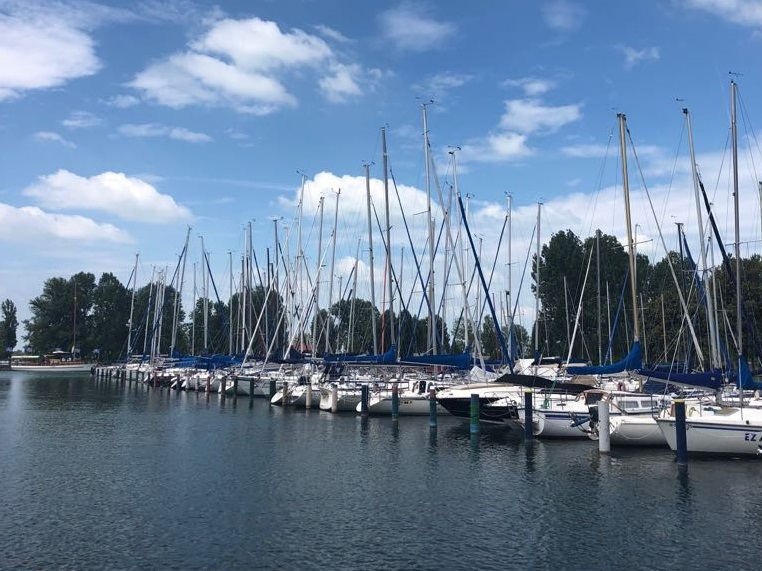
Гавань